# Mascarades souletines
Vous lisez un « bon article » labellisé en 2023.
Les mascarades souletines (xiberoko maskaradak en souletin, zuberoako maskaradak en basque unifié) sont un rite carnavalesque itinérant propre à la Soule, une province du pays basque français.
Comme d'autres fêtes hivernales en Europe, elles puisent leurs motifs dans les carnavals anciens, les fêtes des fous et des rites nuptiaux. Leur forme actuelle — déroulement, personnages, costumes, corpus de scènes, etc. — s'est fixée au cours du XIXe siècle ; après avoir presque disparu au sortir de la Seconde Guerre mondiale, elles retrouvent depuis les années 1980 une vigueur nouvelle, imprégnée par le nationalisme basque. Les pratiques des maîtres à danser et des écoles de danse en Soule sur lesquelles elles s'appuient ont été inscrites en 2017 à l'Inventaire du patrimoine culturel immatériel en France.
Un groupe de jeunes prend en charge chaque année leur organisation. Les dimanches de janvier à avril, il se rend dans un village des alentours pour y donner son spectacle et dialoguer avec les habitants. Les mascarades constituent ainsi un moyen de communion et de communication qui irrigue tout le territoire.
La troupe, forte de quelques dizaines d'acteurs, se divise dans une opposition de façade entre :
- les « Rouges », personnages muets, habiles danseurs, vêtus avec raffinement de tenues aux couleurs vives et franches évoquant les soldats napoléoniens, qui personnifient la société souletine, l'ordre et le mérite ;
- les « Noirs », chahuteurs sales et sauvages, vêtus de hardes ou de peaux qui représentent les étrangers, les nomades, le chaos.

En émerge une petite dizaine de personnages principaux, dont l'homme-cheval Zamalzain, Jauna et Anderea pour les Rouges et Pitxu pour les Noirs.
Le matin, la troupe doit gagner par ses danses le droit de franchir les barricades symboliques que les habitants ont érigées dans différents quartiers du village invitant. L'après-midi, elle donne sur la place centrale une représentation qui combine danses, chants, saynètes et interactions avec le public local.

## Contexte géographique et historique
La Soule est le plus petit des sept territoires historiques du Pays basque. Sa superficie de 854 km2 sur le versant français des Pyrénées est peuplée au XXIe siècle d'environ 15 000 habitants. Elle correspond géographiquement à la vallée du Saison et comprend le massif forestier des Arbailles. Le territoire est administrativement découpé en deux cantons, dont les villes principales sont Mauléon-Licharre et Tardets-Sorholus. Il se partage historiquement en communautés paysannes (herria) constituées en villages diffus de maisons (etxe) d'ancienneté séculaire.

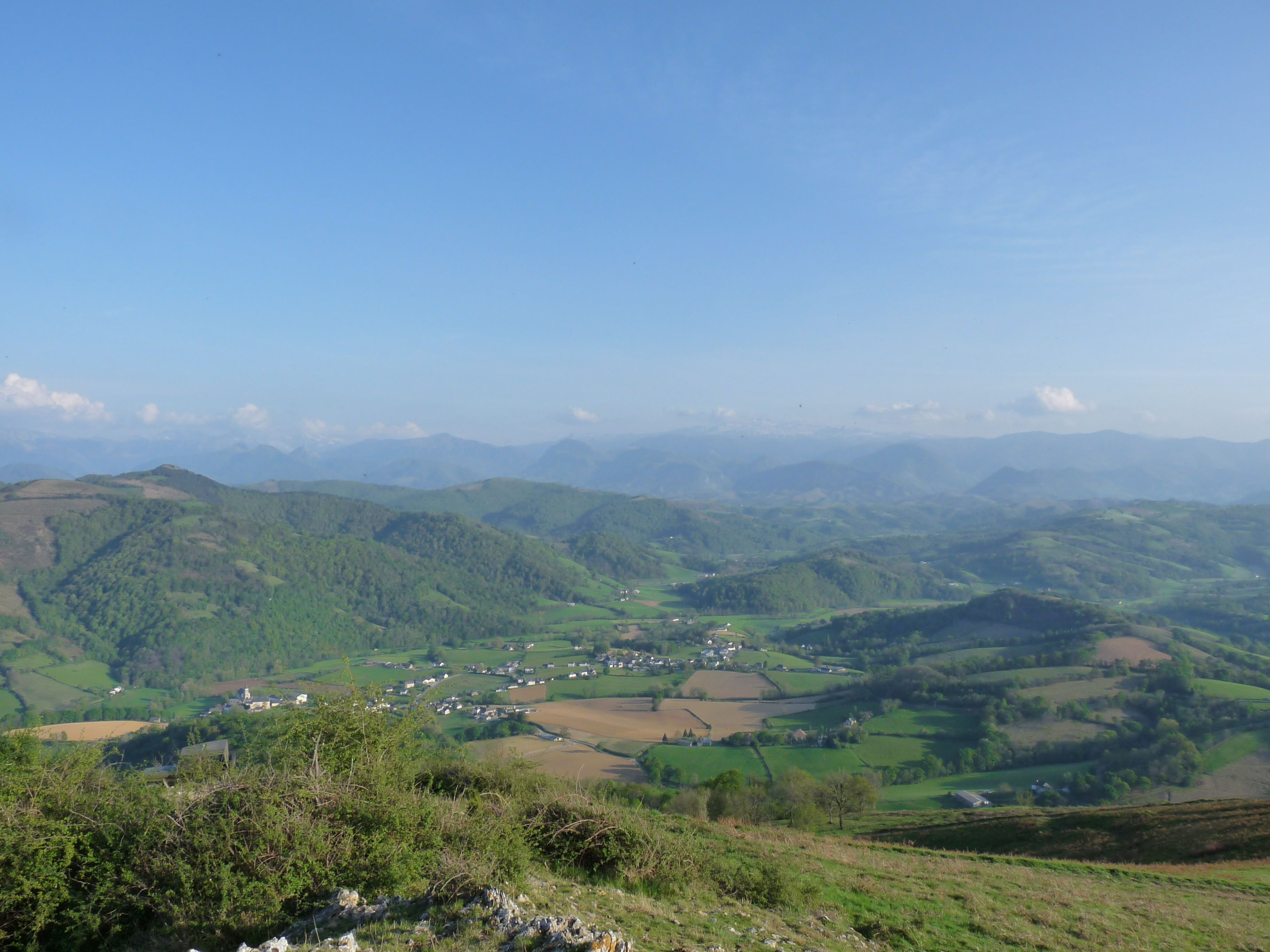
Paysage de Basse-Soule.

Au XVIIe siècle la Soule est traversée par une opposition forte, toujours perceptible, entre la capitale Mauléon, ville royale, et la société rurale. La Révolution française l'intègre au département des Basses-Pyrénées, où elle se retrouve dans l'orbite des villes béarnaises et protestantes de Pau et d'Oloron-Sainte-Marie, sans rapports avec son aire culturelle basque. Avec l'arrivée du réseau ferré, la société rurale plus ou moins autarcique se désagrège progressivement à partir du XIXe siècle et surtout après la Seconde Guerre mondiale. Une petite industrie de l'espadrille se développe, pour péricliter assez vite sous les coups de la mondialisation. L'exode rural est massif dans la seconde moitié du XXe siècle et le patriotisme basque se développe chez les jeunes.
C'est un territoire à forte tradition, notamment grâce aux pastorales, des pièces de théâtre qui font revivre chaque été de nombreux personnages du folklore basque traditionnel sur des thèmes religieux ou de la vie quotidienne. Comme dans le reste du Pays basque, les danses constituent une partie très importante de la culture et sont une des bases de la construction du folklore.

## Personnages
La troupe des mascarades, forte de vingt-cinq à quatre-vingts acteurs,, se divise en deux bandes, d'où — selon une hypothèse non unanimement acceptée — le pluriel du mot maskaradak.
Les membres de l'une portent des costumes élégants et propres, aux couleurs vives et franches dominées par le rouge qui leur vaut leur surnom, gorriak, « les Rouges ». Leur rôle est muet et leurs danses, aux points rigoureusement ordonnés (bakun, frisat, entrexat…), sont raffinées et élaborées. Ils figurent la société souletine.
L'autre groupe est composé d'acteurs d'apparence sale et sauvage, vêtus de hardes ou de peaux : ce sont « les Noirs », beltzak. Ils chahutent en désordre plus qu'ils ne dansent ; certains ont un rôle chanté, d'autres haranguent la foule. Ils représentent les étrangers, le chaos.

### Gorriak, «les Rouges»

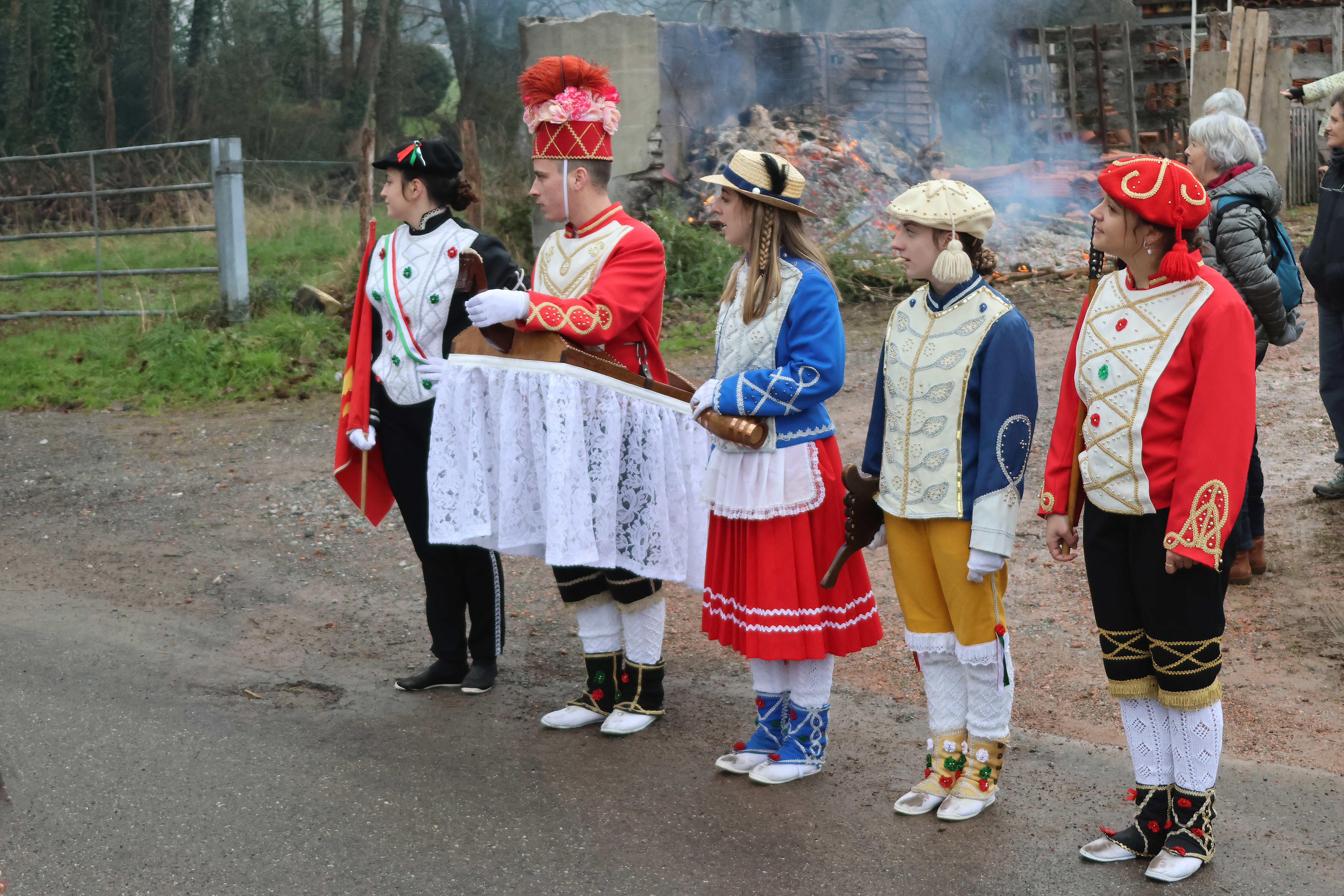
Les cinq personnages principaux des « Rouges » se préparent à danser : Enseñari, Zamalzain, Kantiniersa, Gatüzain, Txerrero.

#### Aintzindariak, «ceux qui marchent devant»
Ils forment le groupe des danseurs principaux. Par ordre de marche :
- Txerrero ouvre le cortège des danseurs en balayant les mauvais esprits du sol avec sa txerra, bâton terminé par une queue de cheval. Il est vêtu de rouge, de noir et de blanc, porte un béret rouge à pompon et des sonnettes à la taille[15],[16] ;
- Gatüzain, « le gardien du chat », danse en faisant claquer sa grande pince de bois, instrument utilisé pour manier la charcuterie pendue dans les caves, représentant les griffes du chat qu'il personnifie. Il est vêtu d'un pantalon jaune et d'une veste bleue avec un béret blanc à pompon[17]. Son rôle s'apparente à celui d'un bouffon ou au personnage d'Arlequin[18] ;
- Kantiniersa, « la cantinière »[15], danseuse sanglée dans un haut bleu et une jupe rouge, porte un tonnelet à la ceinture. Elle danse avec Zamalzain et lui offre les provisions qu'elle transporte dans son tablier[19] ;
- Zamalzain, « le palefrenier », danseur coiffé d'une toque emplumée couronnée de perles, ornée de rubans qui retombent sur ses épaules. Il doit être particulièrement habile pour maîtriser en dansant les mouvements du chevalet qui imite sa monture[20] ;
- Entseinari, « le porte-drapeau », danseur vêtu d'un costume noir couturé d'argent, ferme le cortège de danseurs[21]. Il brandit l'emblème de la Soule, de gueule au lion d'or, qui a remplacé dans les années 1970 le drapeau français tricolore[22], lequel avait surclassé au XIXe siècle un fanion blanc aux fleurs de lys dorées[23].

|                  |
| Txerrero (2011). |

|                  |
| Gatüzain (2023). |

|                      |
| Kantiniersak (2023). |

|                   |
| Zamalzain (2010). |

|                    |
| Entseinari (2023). |

#### Autres personnages rouges
- Jauna et Anderea, « le seigneur et la dame » : lui, vêtu d'une redingote et coiffé d'un haut-de-forme, est armé d'une épée[24] ; elle, porte une robe de mariée[15].
- Laboraria et Laborarisa, « le laboureur » et « la maîtresse de maison », portent les habits du dimanche traditionnels des paysans[25],[24].
- Les marexalak, « les maréchaux-ferrants », vont poser des fers à Zamalzain[25]. Ils sont habillés en soldats d’opérette rouges.
- Les kükülleroak composent un groupe de jeunes danseurs en formation[25].

### Beltzak, «les Noirs»

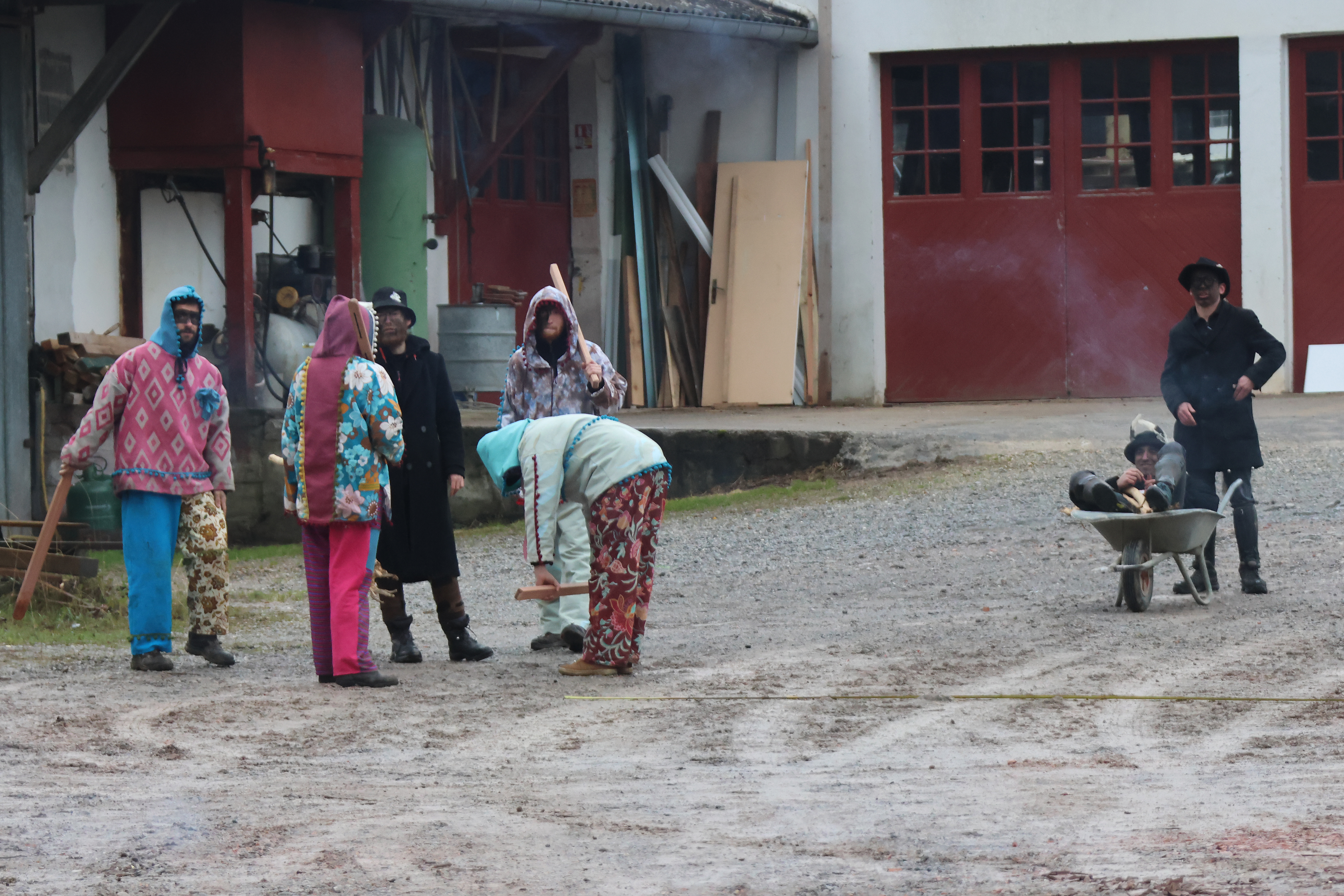
Les « Noirs », buhameak et bauterak, fomentent un mauvais coup.

- Les khestuak, « les hongreurs » sont parfois classés dans les Rouges par leur proximité avec Zamalzain, dont ils miment la castration[25]. Mais leur parler béarnais et leur costume de velours sombre les apparentent davantage aux Noirs[26].
- Les xorrotxak, « les rémouleurs », sont vêtus de velours sombre et coiffés de casquettes ornées d'un écureuil empaillé[27]. Ils se déplacent en chantant des moqueries sur les autres acteurs[28].
- Les buhameak, « les bohémiens », sont des personnages au rôle burlesque. Ils sont bruyants, voleurs et maladroits, portent des costumes bariolés et de grosses épées de bois[27]. Sous les ordres de leur chef Basagaitz (« mauvais sauvage » en basque), le Maître des bohémiens (buhame-jauna), ils prônent la paresse et le vol, commentent grossièrement l'actualité du pays et interagissent avec le public[28].
- Les kauterak, « les chaudronniers » auvergnats sont vêtus de noir, masqués, visages passés à la suie[28]. Dans leur dos pendent une queue de renard et un écriteau portant leur nom et quelques mots de description. Ils excellent dans la raillerie et la dérision, éclaboussant les villageois et enlevant les jeunes filles[27]. Leur rôle est de semer la pagaille. Parmi eux :
  - Kabana leur chef tient au public un discours, le perediküak, pour narrer les anecdotes de l'année sur le lieu de la représentation[29] ;
  - Pitxu est un pitre, personnage central de la mascarade. Il passe la journée à saboter le travail des autres personnages, meurt puis ressuscite à la fin du spectacle[28].
- Les bedeziak, « les guérisseurs », parfois un « médecin » et un « apothicaire », qui soignent Pitxu à la fin de la représentation[28].

|                          |
| Rémouleuses (xorrotxak). |

|                       |
| Bohémiens (buhameak). |

|                           |
| Chaudronniers (kauterak). |

|                        |
| Hongreuses (khestuak). |

### Les musiciens

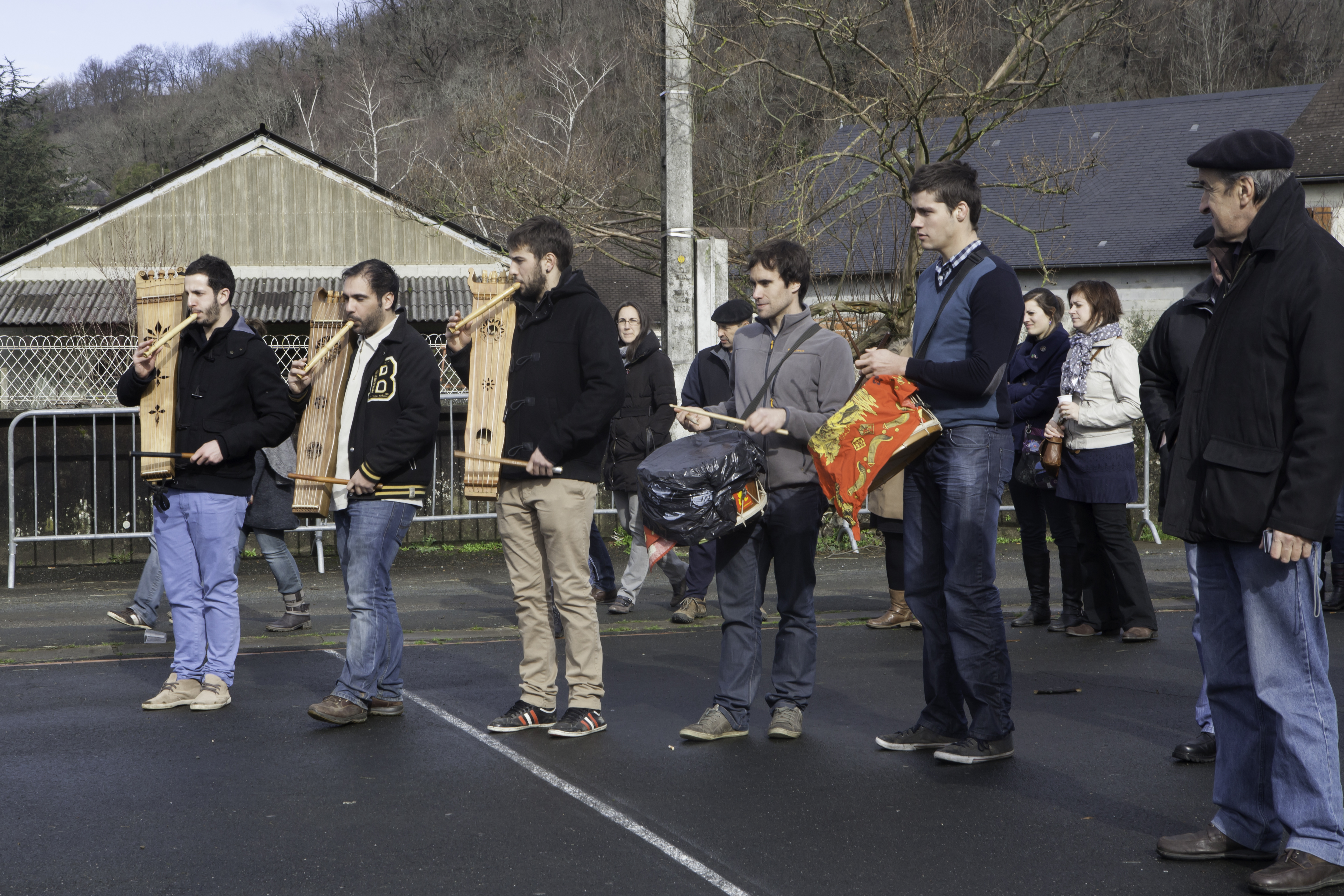
Accompagnement en 2014.

Pour ses danses, le cortège est accompagné au son de la txürüla (flûte à trois trous), du ttun-ttun (instrument traditionnel à corde) et de l'atabala (tambour),. Les partitions, recensées notamment par l'avocat et folkloriste basque Jean Dominique Julian Sallaberry en 1899,, sont pour beaucoup apparentées à des airs des XVIIe et XVIIIe siècles.

## Déroulement

### Organisation
Les jeunes d'un village décident de monter une mascarade pour le début de l'année suivante. Ils se distribuent les rôles, apprennent les points de danse et les chants et répètent sous les conseils d'anciens,. La transmission de la danse basque en Soule se fait à travers un réseau dense d'écoles rurales. Les élèves y entrent vers l'âge de 8 ans pour intégrer après plusieurs années d'apprentissage le groupe de danseurs officiels de village. L'école de danse est le centre de la vie culturelle de chaque village et un important vecteur dans la construction du lien social. Antérieurement, la transmission des danses souletines était assurée par le maître à danser, un statut conféré par les jeunes danseurs aux danseurs anciens qu'ils admiraient et auprès de qui ils souhaitaient apprendre (on parle plutôt aujourd'hui de professeur de danse). Les pratiques des maîtres à danser et des écoles de danse en Soule sont inscrites en 2017 à l'Inventaire du patrimoine culturel immatériel en France.
Les organisateurs écrivent aux édiles de villages alentour pour solliciter une invitation, et le programme s'établit en fonction des réponses reçues. Les mascarades se tiendront par rotation dans chacun d'entre eux, chaque dimanche. La première et la dernière représentation ont lieu dans le village organisateur.

### Journée type
Tout au long de la matinée, la troupe doit franchir, dans différents quartiers du village invitant, les barricades que les habitants ont érigées,. Jadis il s'agissait de véritables obstacles par dessus lesquels il convenait de sauter, voire qu’il fallait conquérir à coups de fusils chargés à blanc ; aujourd'hui une bouteille de vin et quelques verres posés sur la route symbolisent l'obstacle et les acteurs gagnent le droit de se restaurer en donnant leur spectacle. Celui-ci se compose invariablement de :
- l'arrivée du cortège, dans un ordre de marche bien défini ;
- les danses des Rouges, commençant par celles des aintzindariak ;
- l'irruption des kauterak et des buhameak ensauvagés qui, armés de leurs bâtons, tournoient autour des Rouges apeurés puis se jettent les uns sur les autres jusqu'à former un tas humain ;
- le chant a cappella des xorrotxak qui moquent les acteurs qui les ont précédés ;
- une collation offerte par les villageois[39] (traditionnellement : beignets, crêpes, merveilles et galettes[36]).

|                      |
| Approche du cortège. |

|                        |
| Danse d'aintzindariak. |

|                                                |
| Entrée des Rouges, menés par Jauna et Anderea. |

|                         |
| Irruption des buhameak. |

|                                                                      |
| Chant des xorrotxak devant les Noirs entassés et les Rouges apeurés. |

La matinée prend fin avec une série de sauts basques présentée sur la place du village ou devant le fronton,. Les acteurs se dispersent alors pour déjeuner chez les habitants, les hôtes étant appariés selon des usages précis : la règle veut en effet que le maire invite Jauna et Anderea, et qu'un adjoint prenne en charge Laboraria et Laborarisa. Un ancien danseur ayant incarné tel personnage invitera l'actuel tenant du rôle. Par défaut, les parents se reçoivent, les amis se reçoivent ou les anciens invités rendent l'invitation.
L'après-midi vers 16 heures a lieu sur la même place la représentation,, présidée par Jauna et Anderea. Elle se compose d'une succession de danses, de saynètes, de tours de chant des xorrotxak et d'interventions bruyantes des Noirs. Les principaux passages dansés sont :
- des danses en cercle rassemblant les Rouges (muñeiñak, marianak, osterlersa, gabota, moneinak...)[44] ;
- la danse spectaculaire dite du verre (Godaleta dantza (eu)) où les meilleurs danseurs rivalisent d’adresse en sautant autour d'un verre posé au sol, sans le toucher[45] ;
- le branle souletin (bralea)[46], moment fort où les Rouges invitent des personnes du public selon un ordre protocolaire. Il comprend trois parties : les kontrapasak qui rassemble tout le monde, le braletik jautzia, points très techniques effectués par les seuls aintzindari et le karakoiltzea (« l'escargot »), un monôme que dirige l'Entseinari[43] ;

Les scènes intercalaires suivantes sont systématiques :
- la pose de fers aux sabots de Zamalzain par les marexalak[43] ;
- la castration de Zamalzain par les khestuak (qui fait suite à une vaine tentative de castrer Kantiniersa)[44] ;
- l'aiguisage de l'épée de Jauna par les xorrotxak[45] ;
- la réparation du chaudron de Jauna par les kauterak[45] ;
- les prêches (pheredikiak) du chef des buhameak et de celui des kauterak[47] ;
- la mort de Pitxu, étouffé sous un amoncellement de kauterak et de buhameak, la lecture de son testament par Kabana, sa guérison par les bedeziak (qui lancent sur le public les immondices qu'ils font semblant de retirer du ventre de leur patient[48]) et sa résurrection, qui marque la fin du spectacle[45].

|                          |
| Danse des aintzindariak. |

|            |
| Le branle. |

|                                  |
| Les marexalak ferrent Zamalzain. |

|                                         |
| Les xorrotxak affûtent l'épée de Jauna. |

|                             |
| La castration de Zamalzain. |

Un bal populaire général peut terminer la journée. Vient enfin l'heure du retour pour la troupe, qui s'effectuait jadis à pied, dans l'ordre de marche : il n'était pas rare qu'elle doive affronter encore quelques barricades dressées dans les quartiers traversés jusqu'à leur propre village.

## Historique et évolutions

### Premières descriptions
Les premières descriptions écrites de mascarades ont été rédigées par Augustin Chaho et J. Badé dans les années 1830. Les costumes, d'inspiration napoléonienne, laissent penser que sa forme actuelle s'est fixée au début du XIXe siècle. S'achevant jadis au Mardi gras, elles se prolongent depuis la fin du XXe siècle jusqu'en avril.
Progressivement au cours du XXe siècle les scènes mimées ou dialoguées ont marqué le pas face aux parties dansées, et les danses collectives se sont effacées devant les évolutions des seuls meilleurs danseurs. Aussi après la Seconde Guerre mondiale, les mascarades se résument-elles à un spectacle de danse. Quasiment délaissées après 1959,, elles sont réinvesties par la jeunesse à partir de 1967 et surtout depuis les années 1980 avec une grille d'interprétation nationaliste motivée par un désir de faire perdurer les traditions anciennes.

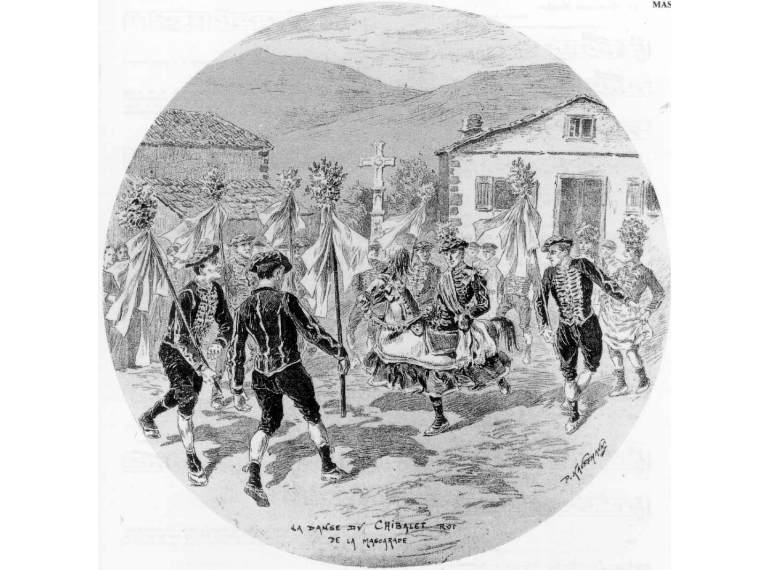
La danse du chibalet, gravure de 1906.

Tous les rôles étaient initialement tenus par des hommes, y compris les personnages féminins comme Kantiniersa, Anderea, Laborarisa ou la Bohémienne. Depuis les années 1980 les femmes ont progressivement investi non seulement ces rôles mais aussi d'autres personnages : les xorrotxak pour lesquels on retient les meilleurs chanteurs, les buhameak, etc..
Le rôle prépondérant de Jauna, qui était auparavant non seulement le meneur du cortège, son trésorier, son administrateur et le responsable du bon déroulement de la journée, mais aussi pour toute l'année le « chef de la jeunesse » de son village, a peu à peu décliné au profit des principaux Noirs, les subversifs Kabana et Pitxu.

### Personnages disparus
Vers 1880 encore avançait avec les Rouges un « berger » (artzaña) portant panetière, houlette et hache, qui menait en laisse deux enfants tout de blancs vêtus, les « agneaux » (achouriak),. Jusqu'à la même époque l'ours (Hartza) participait au cortège, personnage récurrent des carnavals basques incarné par un homme robuste couvert de peaux de bêtes ; il était parfois mené par un montreur d'ours,. Coïncidant avec leur disparition, Kantiniersa a remplacé une « bohémienne » (buhamesa) ou « maquerelle », jugée trop obscène. Des « marchandes de fleurs », garçons travestis qui vendaient de petits bouquets dans leurs corbeilles, ont disparu quant à eux vers 1860. Jusqu’au début du XXe siècle venaient aussi dans les mascarades de Basse-Soule des « sapeurs », figures empruntées aux processions de la Fête-Dieu en Basse-Navarre : ils formaient une haie d'honneur aux Rouges et portaient une barbe postiche, un énorme bonnet de poil, un tablier de cuir et une hache à l'épaule, à la manière des sapeurs de la Grande Armée.
Tout comme Kantiniersa, Gatüzain n'est apparu qu'à la fin du XIXe siècle,.
L'ordre de marche s'est modifié par la fixation progressive du groupe des cinq aintzindariak,.
Du côté des beltzak,, quand les effectifs sont nombreux, apparaît parfois un groupe de cinq aintzindariak tout habillés de noir. Au début du XIXe siècle le chef des kauterak s'appelait Obergni. Figuraient souvent alors parmi les Noirs des « ramoneurs », un « barbier » (tablier blanc, grand rasoir de bois, pot de colle et pinceau), un « notaire » (haut-de-forme, bésicles, pardessus, liasse de papiers), un « évêque » monté sur un âne en queue de cortège, une « Espagnole » marchande de charbon, à la jupe courte, une « sorcière » (sorgiña) ou encore jusqu'au début du XXe siècle des « mendiants » (eskeliak) — guenilles, large feutre, foulard rouge et accordéon — voire des personnages plus fantaisistes (« décrotteur », « pâtissier », « colporteurs », etc.).
En marge de la troupe, un « sergent » ou « commissaire », non costumé mais coiffé d’un béret à cocarde et armé d’un petit sabre, était encore au début du XXe siècle chargé de faire la police ; des suivantes, souvent les sœurs des acteurs, venaient pour raccommoder si besoin les costumes endommagés.

## Interprétations et analyses
Plusieurs lectures interprétatives des mascarades existent, sans être incompatibles. Progressivement, le sens du rite aurait été occulté par la virtuosité des danses de seconds rôles.

### L'intrigue principale: le mariage de Jauna et Anderea
L'intrigue principale est centrée sur le mariage de Jauna et Anderea. La cérémonie tourne autour de ces personnages clefs, habillés en mariés, qui président aux différentes scènes dans une attitude majoritairement passive.
Au-delà d'un carnaval classique, les mascarades souletines pourraient ainsi prendre racine dans des rites nuptiaux : dans certains de ceux-ci, les villageois tentent d'arrêter la marche de l'escorte du futur marié quand celui-ci vient enlever une fille du village, ou tout au moins le soumettent à des épreuves ; dans d'autres lieux, on met en scène le cortège de présentation de la mariée au village, son attaque par les villageois avec simulation du rapt de l'épouse et du meurtre du mari — qui ressuscite bientôt. À l'appui de cette lecture il est frappant de constater qu'au XVIIIe siècle les mariages dans la campagne basque ont toujours lieu entre le début de l'année et le Mardi gras,,.
Par un motif très voisin, les mascarades symboliseraient donc la présentation à la société de la Nouvelle année, personnifiée par une Anderea parée des atours de la virginité, par l'homme le plus respectable de la région, Jauna. Le rituel figurerait ainsi les épousailles des Souletins avec l'année nouvelle, dont ils cherchent à s'attirer la bienveillance. Le cortège, égayé des couleurs pimpantes du printemps, apporte avec lui dans tout le pays joie et prospérité.

### Rouges et Noirs, le monde miroir
La distribution oppose les Rouges, symboles de l'ordre établi, et les Noirs qui constituent un « contre-monde » qui tourne en dérision le monde « normal ». Les Rouges sont des autochtones, légalistes, civilisés, sédentaires, travailleurs, aisés, honnêtes ; les Noirs sont des étrangers, nomades, sauvages, immoraux, vivant de rapines ou de mendicité, porteurs de chaos,. Ils ne critiquent pas l'ordre établi, ils agissent comme s'il n'existait pas, comme si leur système de valeurs était l'ordre véritable des choses. Face à eux les Rouges, muets, ne se défendent que par la grâce de leurs danses.
L'opposition est si forte qu'elle peut animer les acteurs eux-mêmes, des danseurs exprimant parfois leur mépris pour les Noirs. Dans le cas général pourtant, elle n'est que de façade : les jeunes gens du même village sont amis, et les Noirs assurent en tant que de besoin un rôle de protection des frêles Rouges contre les immanquables perturbateurs des quartiers visités,.
Le ferrage et la castration de Zamalzain représenterait la domestication du cheval, et partant l’inféodation de la nature entière. Zamalzain, mi homme mi cheval, entre ainsi de pleins droits dans l'ordre souletin, qui n'exclut d'ailleurs pas d'autres animaux comme le chat Gatüzain et jadis les agneaux et l'ours Hartza.

### Un rite d'hiver

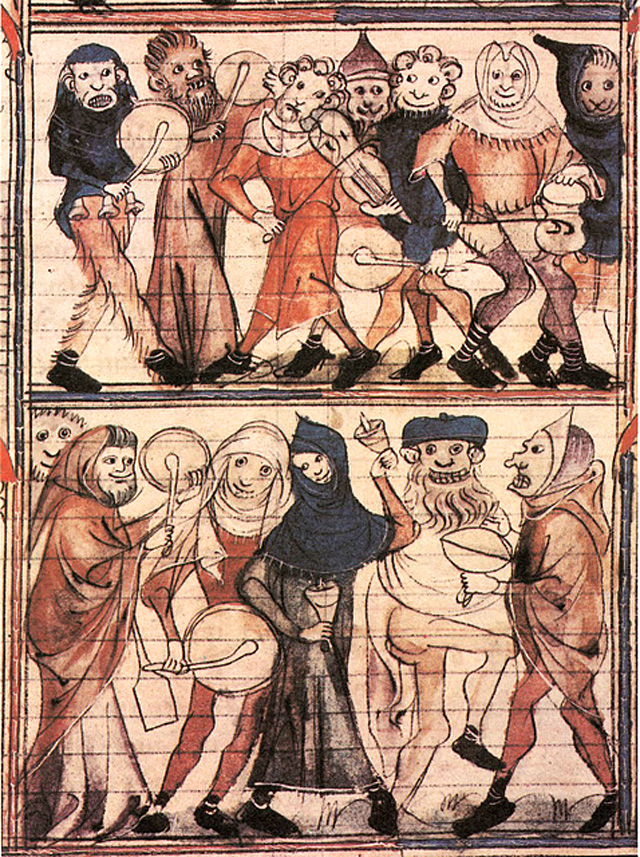
Charivari du Roman de Fauvel, miniature du XIVe siècle

Les mascarades souletines s'inscrivent dans les rites masqués hivernaux de l'ensemble des pays d'Europe. Elles présentent notamment des coïncidences frappantes avec le carnaval de la vallée de Bellino dans la province de Coni en Italie.
On trouve dans leur mise en scène des motifs élémentaires qui évoquent :
- tantôt les carnavals et la période du Mardi gras, qui célèbrent le réveil de la nature au printemps : la résurrection d'un personnage (Pitxu), la domestication d'un animal (Zamalzain), la participation d'un ours — animal hibernant traditionnellement perçu comme humanoïde et psychopompe — (Hartza)[83] ;
- tantôt les fêtes des Fous de la fin décembre, dérivées des saturnales romaines et célébrant les jours « hors du temps »[Note 10] qui raccordaient le calendrier lunaire à l'année solaire[85] : la juxtaposition des inverses (Rouges / Noirs) évoquant l'instant de retournement d'un temps animé d'un mouvement pendulaire[84], des apanages de la Lune (la couleur noire et les cornes coiffées par les kauterak)[76], les danses qu'on peut associer aux mouvements du temps (celles désordonnées des Noirs ou la chaîne circulaire non raccordée du branle souletin)[76].

Violet Alford, dont la thèse minoritaire postule que les Noirs seraient une invention tardive et qu'il faudrait concentrer l'analyse sur les seuls Rouges, voit dans Zamalzain un dieu du printemps, incarnation de la fertilité, qui doit être mis à mort au zénith de sa vigueur pour que celle-ci rejaillisse sur les hommes : sa castration symboliserait ce meurtre rituel, et la danse du verre serait une euphémisation d'une danse macabre autour du crâne de la victime.

### L'ordre social souletin
Les observateurs du XIXe siècle ont vu dans les mascarades la transposition d'une hiérarchie de classes de la société féodale : Jauna figurerait le gentilhomme du premier ordre souletin ou le châtelain, les kükülleroak les gentilshommes du second ordre, Zamalzain représenterait l'écuyer ou le chevalier navarrais, le cultivateur et sa femme le reste de la partie libre de la société. Le thème mettrait donc en scène le châtelain, son épouse, leur armée et leurs vassaux dispensant au village les danses propres à la condition de ceux qui les exécutent, dans un modèle inspiré du XVIIIe siècle de l'Ancien Régime en France.
Dans une interprétation réaliste non plus historique mais sociologique, les mascarades peuvent être lues comme un système de régulation sociale, entre classes d'âge, entre catégories socio-professionnelles et entre villages. Pitxu et les autres Noirs représentent alors les héros populaires gouailleurs, qui malmènent les notables.

### Les rapports sociaux locaux
Pour les acteurs des mascarades, le signifié des personnages et des scènes disparaît derrière le signifiant : l'émulation, la fête.
Alors que jadis les rivalités entre certains villages se cristallisaient lors des mascarades, chacun y défendant par ses prouesses l'honneur de sa communauté et les élans de chauvinisme y tournant parfois à l'affrontement physique, les participants les considèrent aujourd'hui comme des occasions de réunions festives, qui permettent de retrouver des parents éloignés et de dialoguer avec des jeunes du même âge. C'est un moyen de communion et de communication qui traverse l'ensemble de la Soule.

### Musicographie
Voir pour les partitions numérisées et jouées « Jean-Dominique-Julien Sallaberry », sur Association d’Etude, de Promotion et d’Enseignement des Musiques traditionnelles des pays de France (consulté le 21 février 2023).